# عباس الحسن
عباس صادق الحسن، هو لاعب كرة قدم سعودي يلعب كلاعب وسط في نادي نيوم.

## مسيرة اللاعب
بدأ في نادي الفتح ووصل إلى الفريق الأول في عام 2021 وانتقل إلى نادي نيوم في عام 2024.

## الحياة الشخصية
عباس هو شقيق لاعب الفتح السابق و نادي النصر الحالي علي الحسن.

## روابط خارجية
- عباس الحسن على موقع ناشيونال فوتبول تيمز (الإنجليزية)
- عباس الحسن على موقع Soccerway.com (الإنجليزية)
- عباس الحسن على موقع عالم كرة القدم.نت (الإنجليزية)